# Papoušek uzdičkový
Papoušek uzdičkový (Geoffroyus geoffroyi) je druh papouška z čeledi Psittaculidae. Spolu s papouškem zelenohlavým a papouškem žlutohlavým tvoří rod Geoffroyus.

## Výskyt

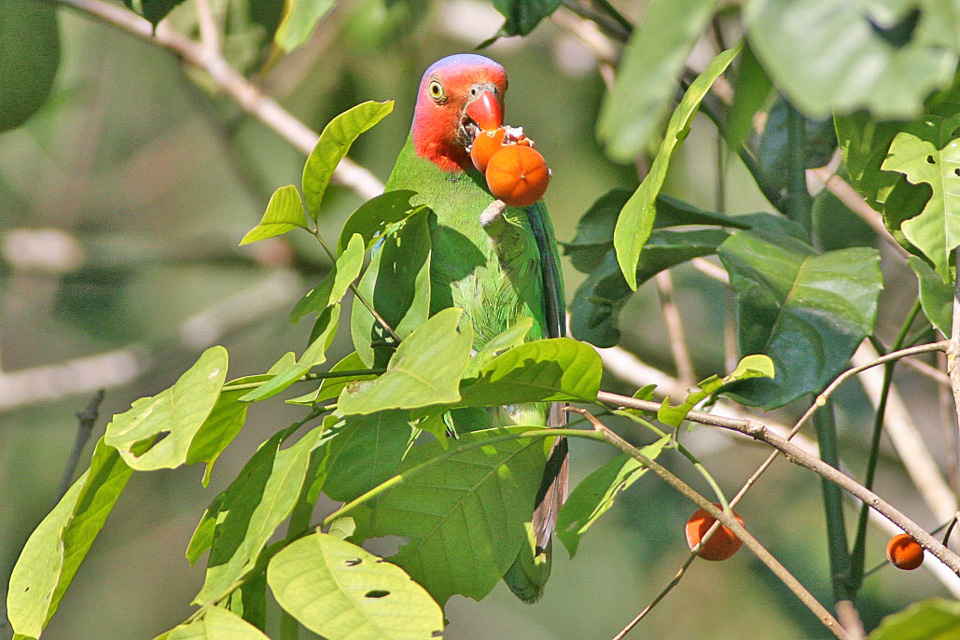
Papoušek uzdičkový při konzumaci ovoce

Papoušek uzdičkový se vyskytuje v Austrálii, na Malých Sundách, Molukách, na Nové Guineji a na mnoha dalších australasijských ostrovech. Žije v tropických a subtropických vlhkých, suchých či mangrovových nížinných lesích v okolí řek a potoků.

## Popis
Papoušek uzdičkový je vysoký 21 cm a váží 135 až 180 g. Jak samec, tak i samice mají jasně zelené peří po celém těle a krátký ocas. Samec má růžovočerveně zbarvený obličej, temeno hlavy je modrofialové. Pod křídly má samec taktéž modře zbarvené peří. Horní čelist zobáku je zbarvena červeně, dolní černě. Běháky jsou šedé, oko černé se světle žlutou duhovkou. Samice se od samce liší hnědým zbarvením obličeje, a taktéž u ní úplně chybí jakékoliv modré zbarvení.

## Poddruhy
Papoušek uzdičkový se dělí na celkem 17 poddruhů:
- Geoffroyus geoffroyi aruensis – souostroví Aru
- Geoffroyus geoffroyi cyanicarpus – na ostrově Rossel v souostroví Louisiade jihovýchodně od Nové Guineje
- Geoffroyus geoffroyi cyanicollis – severní Moluky
- Geoffroyus geoffroyi explorator – ostrov Seram Laut (jihovýchodně od ostrova Seram)
- Geoffroyus geoffroyi geoffroyi – základní poddruh, vyskytuje se na východě Malých Sund
- Geoffroyus geoffroyi jobiensis – ostrovy Yapen a Mios Num severně od Nové Guineje
- Geoffroyus geoffroyi keyensis – souostroví Kai
- Geoffroyus geoffroyi maclennani – severní Queensland a Yorský poloostrov
- Geoffroyus geoffroyi minor – severní Nová Guinea
- Geoffroyus geoffroyi mysoriensis – ostrovy Biak a Numfor severně od Nové Guineje
- Geoffroyus geoffroyi obiensis – souostroví Obi, severní až střední Moluky
- Geoffroyus geoffroyi orientalis – na poloostrově Huon na severovýchodě Nové Guineje
- Geoffroyus geoffroyi pucherani – severozápadní Nová Guinea a okolní ostrovy
- Geoffroyus geoffroyi rhodops – jižní Moluky
- Geoffroyus geoffroyi sudestiensis – ostrovy Misima a Tagula jihovýchodně od Nové Guineje
- Geoffroyus geoffroyi timorlaoensis – souostroví Tanimbar

## Chování
Papoušci uzdičkoví většinou žijí v párech a mimo hnízdící sezónu v malých rodinných skupinách. Většinou jsou plaší, ale během krmení se shromažďují do velkých skupin a jsou velmi hluční. Chodí pouze malé vzdálenosti kvůli tomu, že jejich běháky nejsou uzpůsobeny k chůzi, ale k sezení.

## Rozmnožování
Papoušci uzdičkoví si staví hnízdo v hnijících větvích stromů, kam samice většinou naklade tři vejce. Na Malých Sundách hnízdí mezi dubnem a srpnem, na Nové Guineji již od února, v Austrálii až mezi srpnem a prosincem.

## Potrava
Papoušci uzdičkoví se živí především různými semeny, ovocem (převážně fíky), květinami z kvetoucích stromů a nektarem. Rovněž si vybírají plody ze stromů Corymbia papuana (druh korymbie), Casuarina papuana (druh přesličníku) a Ganophyllum falcatum (druh mýdelníkovitého stromu).

## Ohrožení
Papoušci uzdičkoví žijí v rozsáhlé oblasti, takže i když není znám přesný počet jedinců, je předpokládáno, že je jejich populace stabilní, tudíž jsou podle červeného seznamu IUCN klasifikováni jako málo dotčený taxon.